# Bramfeld
Bramfeld (en baix alemany Braamfeld) és un nucli del districte de Wandsbek a la ciutat estat d'Hamburg a Alemanya. A la fi de 2010 tenia 51.105 habitants a una superfície de 10,1 km². Se situa entre el Seebek a l'oest i l'Osterbek a l'est.

## Història

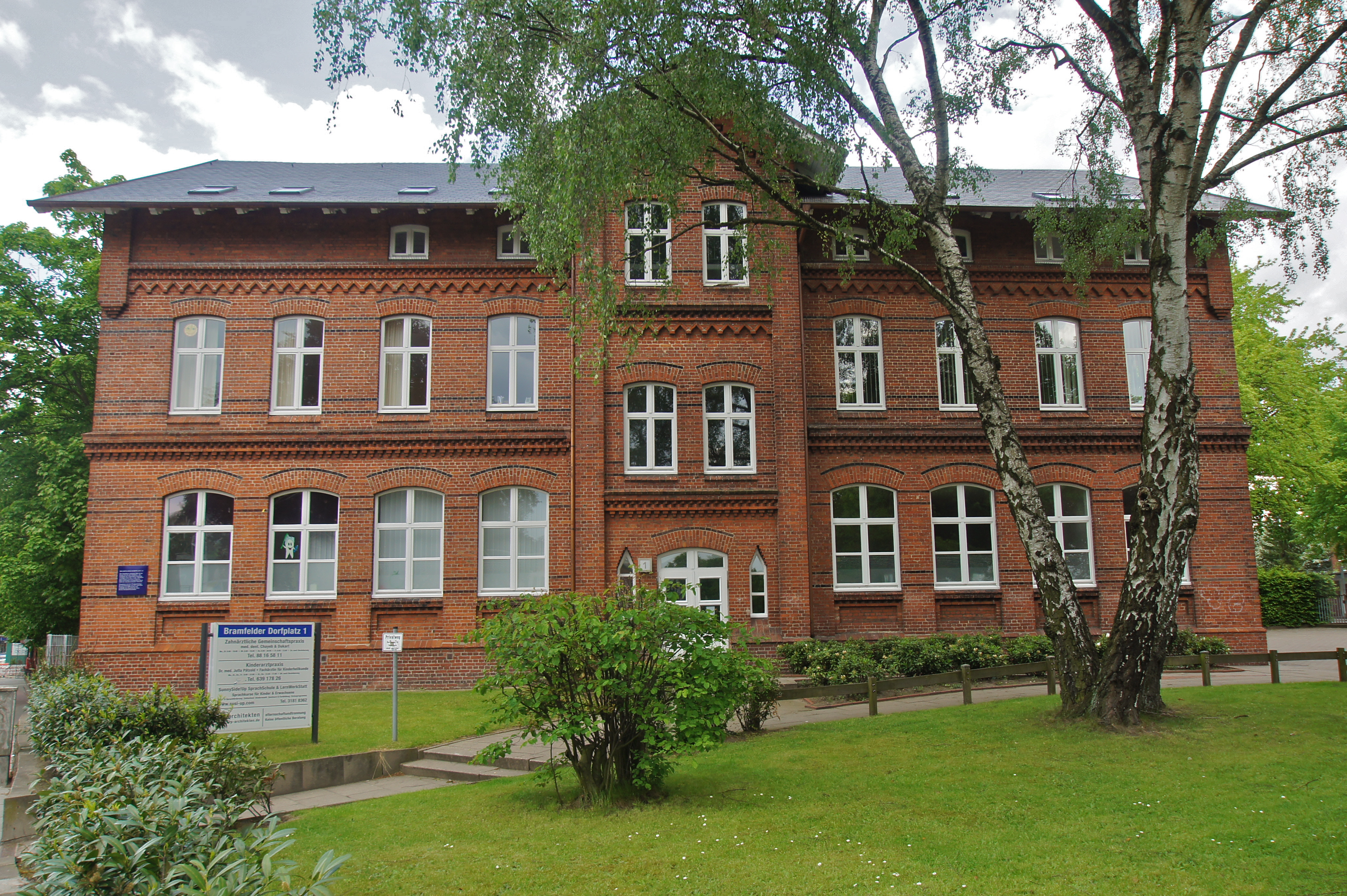
L'antiga escola

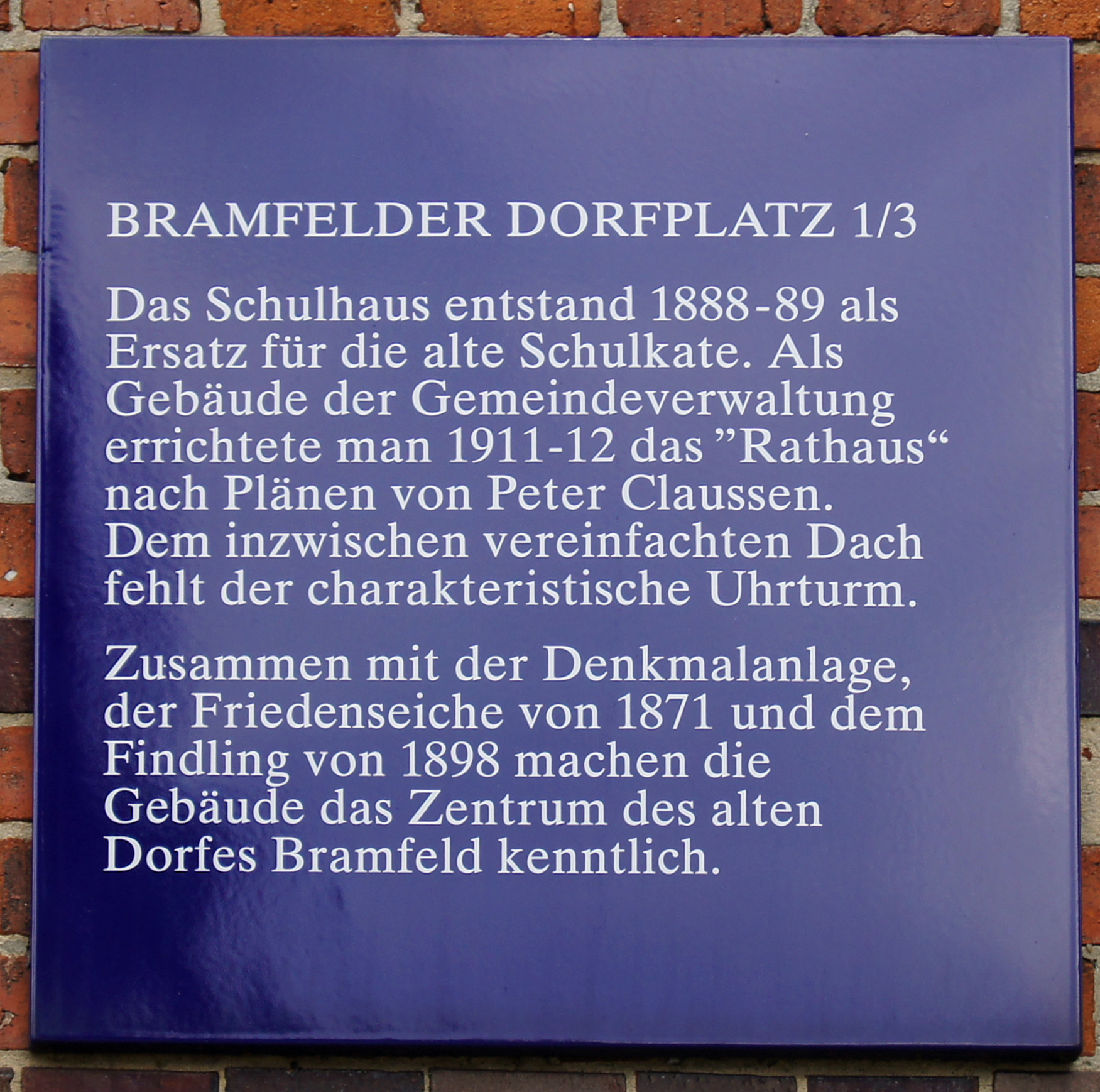
Taula d'informació a la plaça major

El nom prové del baix alemany Braam que significa ginesta d'escombres i de feld que significa camp obert a la landa
El primer esment escrit data del 1271 quan l'arquebisbe de Bremen va comprar el poble i donar-lo com a prebenda al capítol d'Hamburg per tal de poder alimentar un vicariat. El poble rural produïa llúpol, ruibarbre, cogombres i coliflor. La seva situació a una de les antigues carreteres entre Hamburg i Lübeck. Des del 1307 el monestir d'Harvestehude va conquerir un alberg a la carretera, per tal de crear-se una renda estable. El 1626 va crear-se la primera mútua, una estrena per a la regió de Stormarn.
Des del 1880 va començar la urbanització del poble. Va començar quan els horticultors van haver de deixar els seus masos a Hammerbrook i que el poble va esdevenir l'hort d'Hamburg. Al mateix temps, els primers tallers de metal·lúrgia i negocis van instal·lar-se a les carreteres Bramfelder Chaussée i Wandsbeker Straße. La línia de tramvia n° 9 obert el 1948 es deia l'Exprés del Ruibarbre. El 1913, la ciutat d'Hamburg va comprar 156 hestàrees per a eixamplar el cementiri d'Ohlsdorf i compensar la pèrdua amb un funs per crear la xarxa del clavegueram i el compromís de mantenir una franja verd a l'entorn del llac Bramfelder See. El 1920 va començar la urbanització: de 1919 a 1935 la població va augmentar de 4740 a 10.173 habitants, hi comprés Steilshoop, que encara no era un barri independent.

## Llocs d'interès
El patrimoni arquitectural és jove. La darrera casa d'entramat de fusta va ser derrocada fa anys i els edificis més vells no tenen gaire més que 100 anys 
- Els llacs Ole Diek i Bramfelder See que malgrat el nom administrativament pertany al barri de Steilshoop
- L'antiga escola
- L'església de Pasqua neobarroca

## Galeria

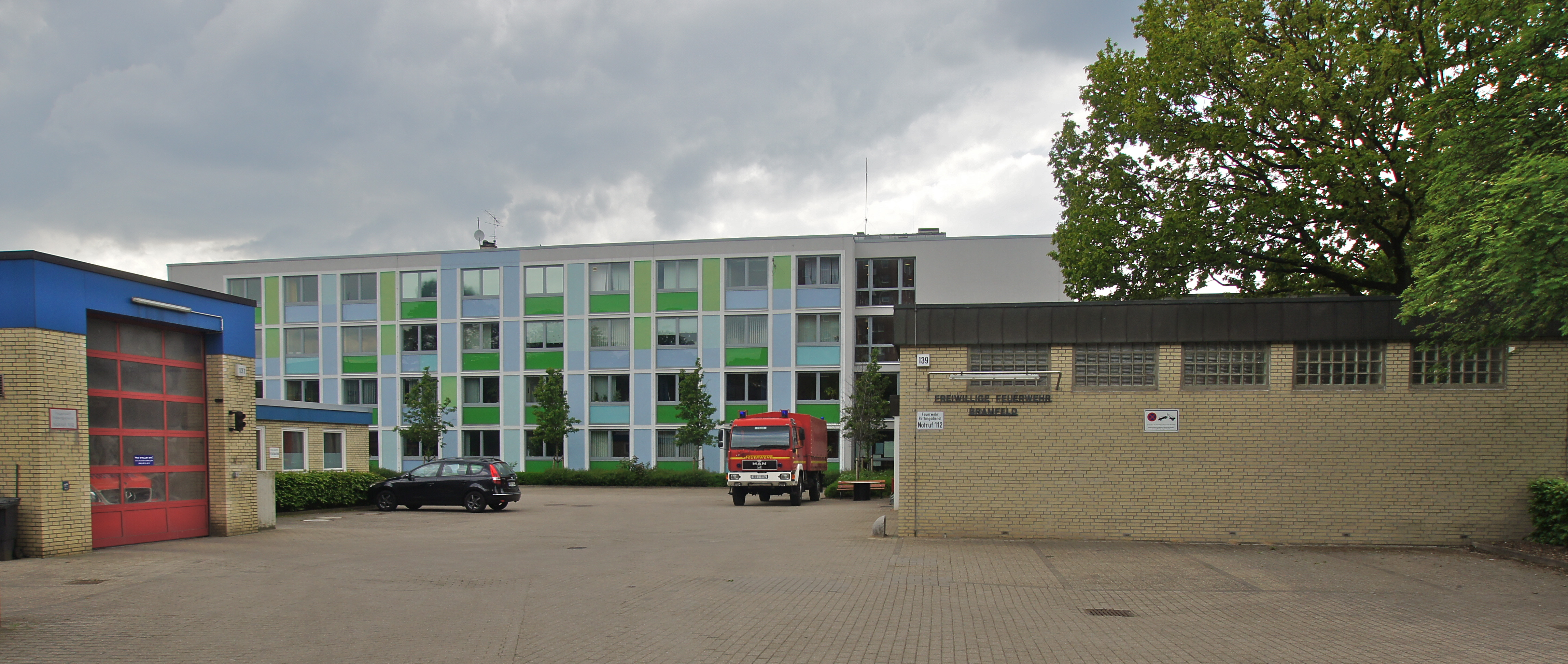
Quarter dels bombers
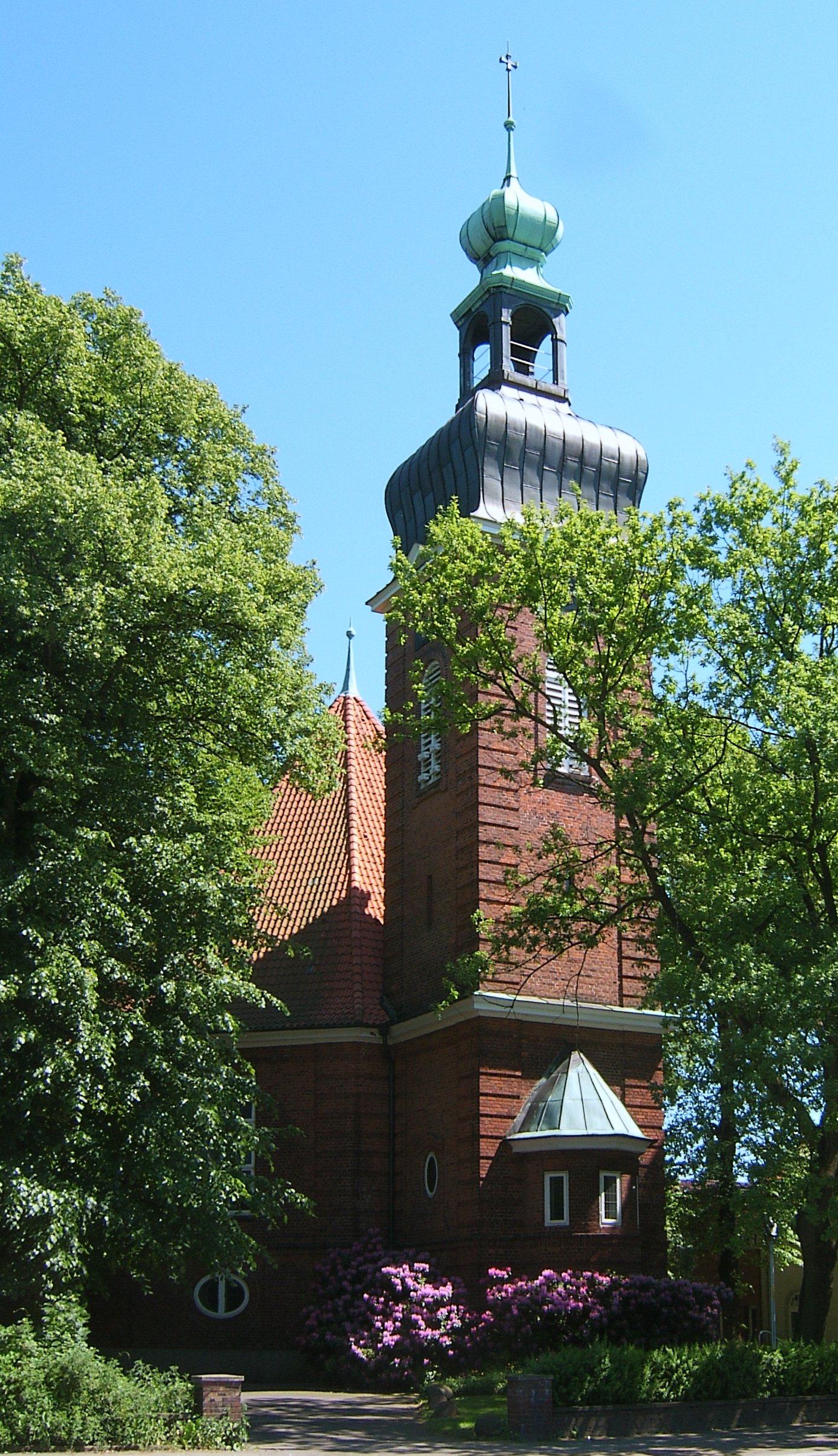
L'església de Pasqua
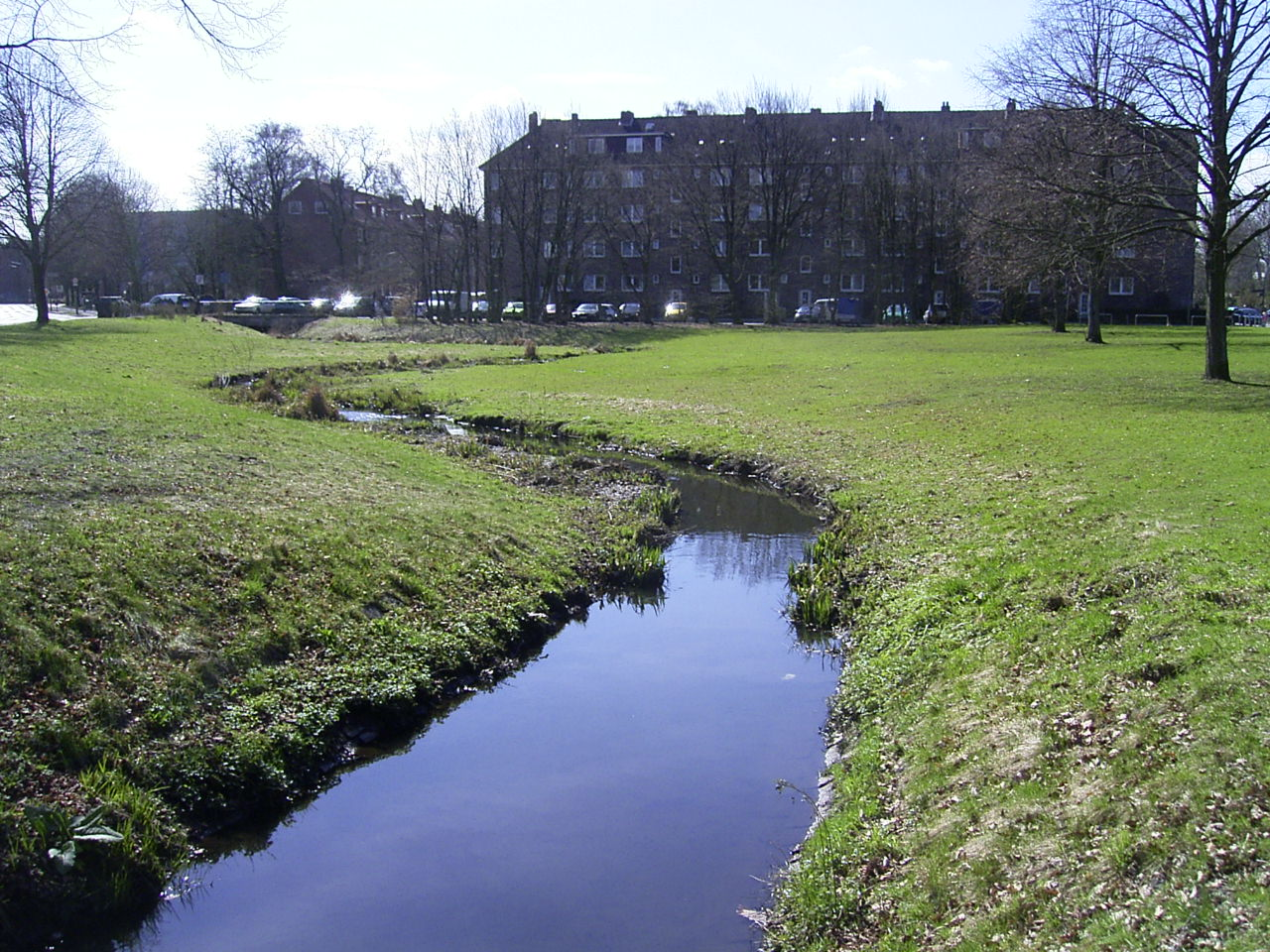
El Seebek a la frontera entre Bramfeld i Barmbek-Nord
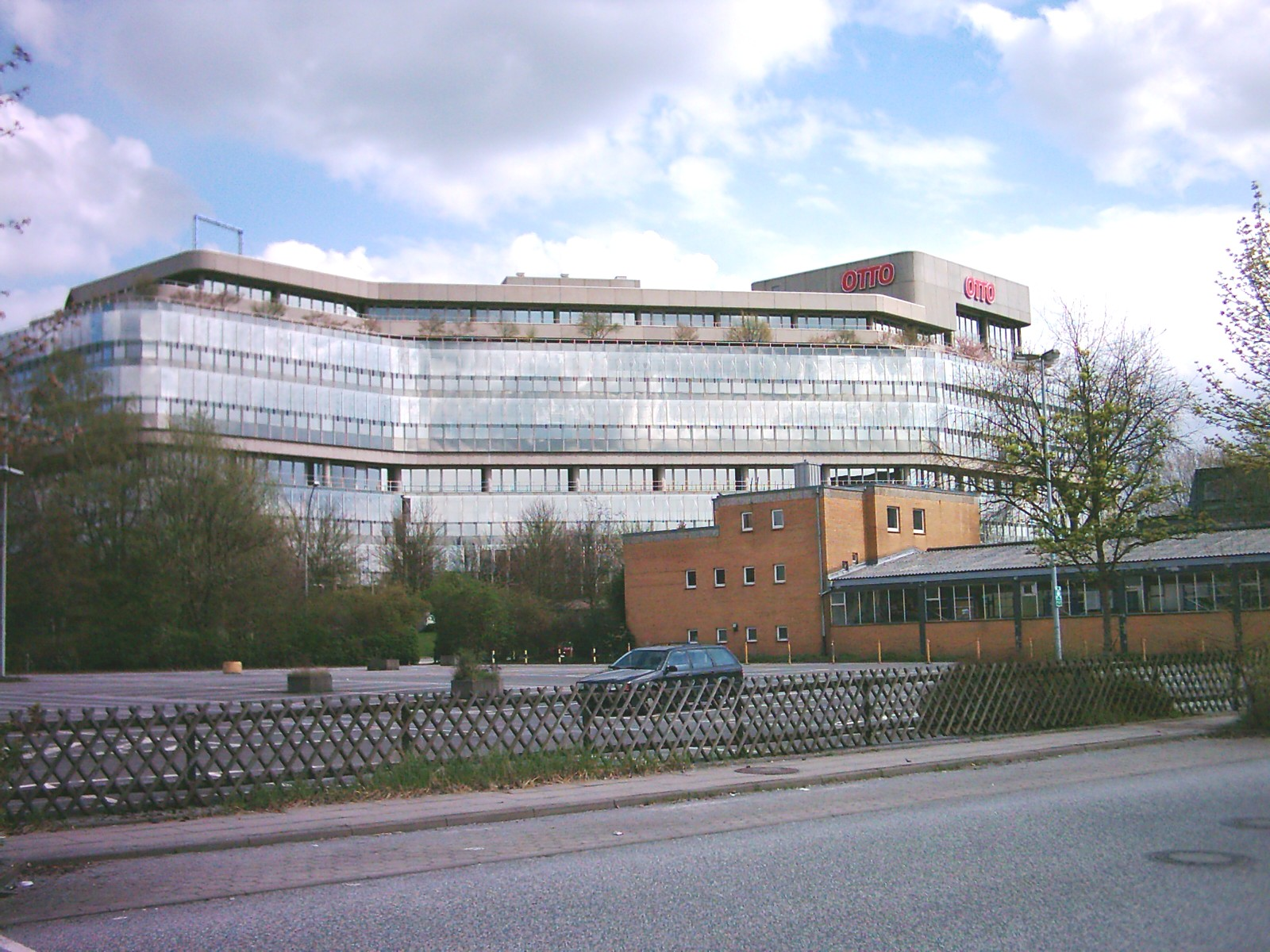
La seu de la companyia Otto-Versand
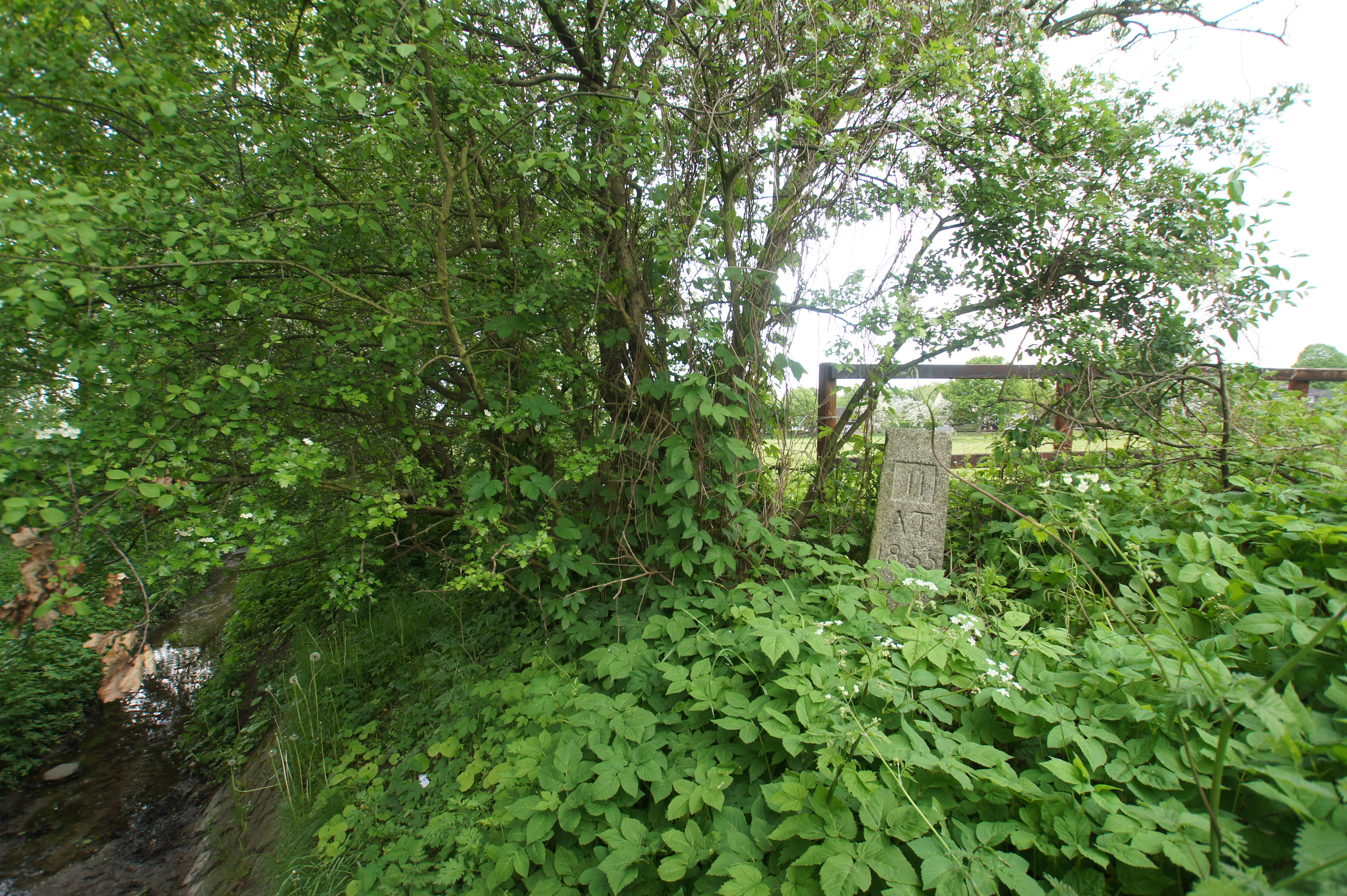
Fita a l'Osterbek a l'antiga frontera de l'Amt Trittau entre Bramfeld i Farmsen-Berne
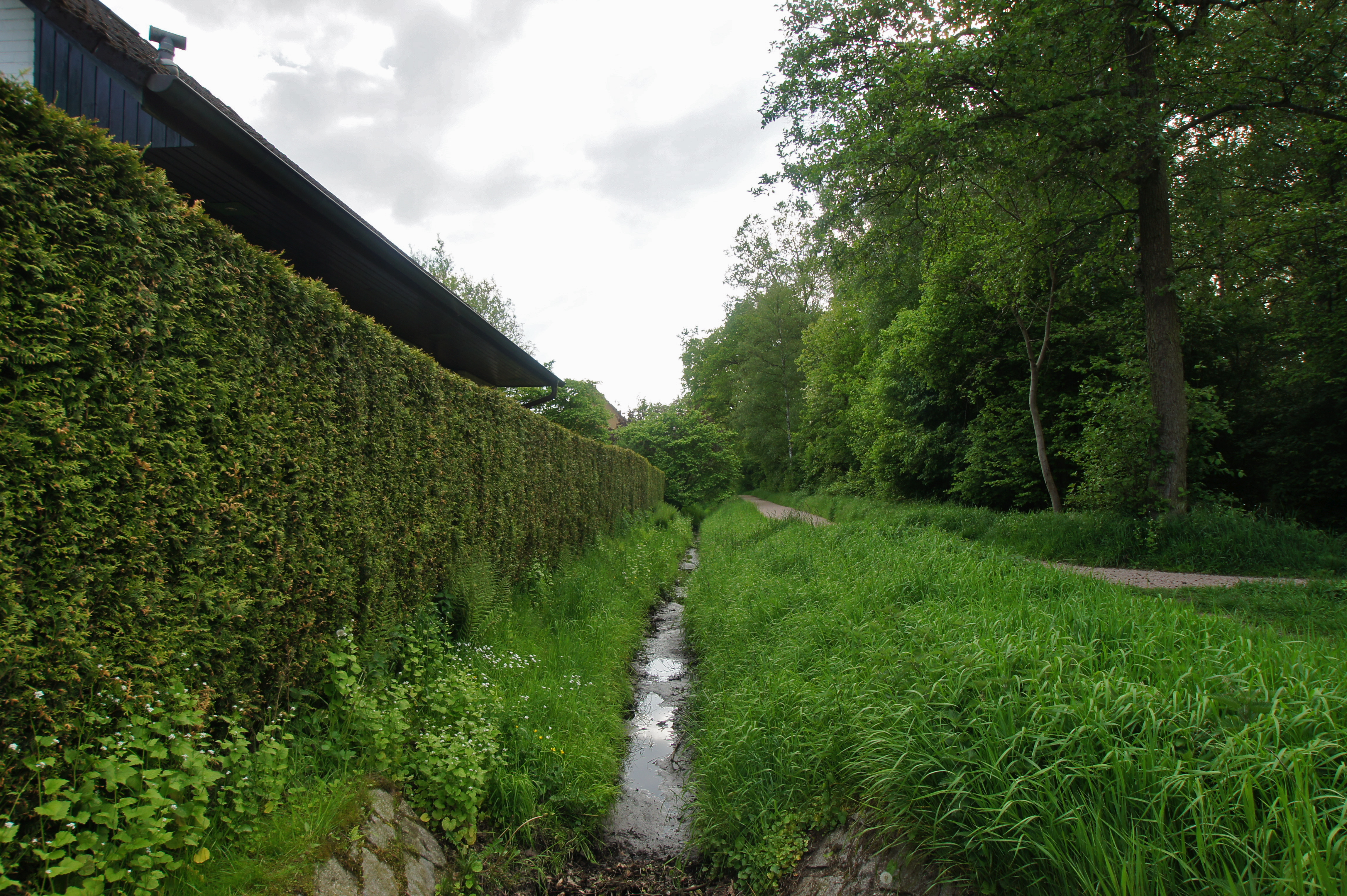
El Wellingsbüddler Scheedgraven a la frontera entre Wellingsbüttel i Bramfeld